# Колібрі блакитнокрилий
Колі́брі блакитнокрилий (Pterophanes cyanopterus) — вид серпокрильцеподібних птахів родини колібрієвих (Trochilidae). Мешкає в Андах. Це єдиний представник монотипового роду Блакитнокрилий колібрі (Pterophanes).

## Опис

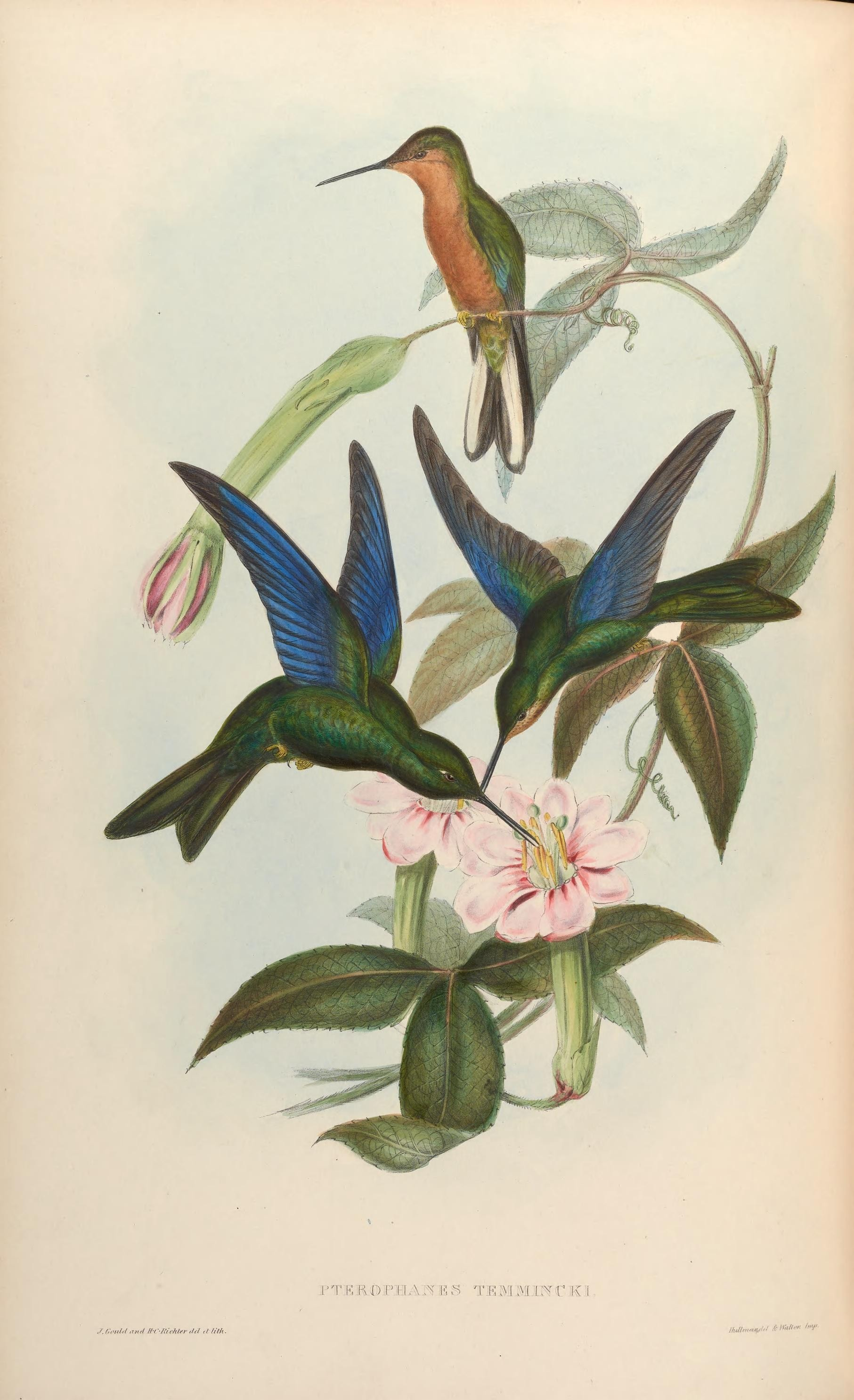
Блакитнокрилі колібрі

Блакитнокрилий колібрі є одним з найбільших представників родини колібрієвих, його довжина становить 16,3-19 см. Самці важать 9,6-11,2 г, самиці 8,4-11 г. У самців номінативного підвиду верхня частина тіла темно-синьо-зелена, блискуча, крила сині, блискучі, хвіст зеленувато-чорний. Нижня частина тіла синьо-зелена, більш синя, ніж спина. Хвіст роздвоєний, крайні стернові пера зеленувато-чорні. За очима невеликі білі пляки. Дзьоб прямий, довжиною 36 мм.
У самиць верхня частина тіла темно-зелена, тім'я темно-сіра. Покривні пера крил сині. Хвіст переважно зеленувато-чорний з білуватими краями. Нижня частина тіла коричнювата або охриста, з боків поцяткована круглими зеленими плямами. У самців підвиду P. c. caeruleus верхня частина тіла ще більш темно-синя. У самиць цього підвиду верхня частина тіла також більш синя, тім'я більш темна, а крайні стернові пера менш білі. У самців підвиду P. c. peruvianus верхня частина тіла більш зелена, ніж синя, хоча крили у них більш сині. Нижня частина тіла у них зеленувата, живіт охристий. У самиць цього підвиду нижня частина тіла менш інтесивно коричнева, а крайні стернові пера більш білі.

## Підвиди
Виділяють три підвиди:
- P. c. cyanopterus (Fraser, 1840) — Східний хребет Колумбійських Анд (Норте-де-Сантандер і Кундінамарка);
- P. c. caeruleus Zimmer, JT, 1951 — Західний і Центральний хребти Колумбійських Анд;
- P. c. peruvianus Boucard, 1895 — Анди в Еквадорі, Перу і Болівії (на південь до Кочабамби).

## Поширення і екологія
Блакитнокрилі колібрі мешкають в Колумбії, Еквадорі, Перу і Болівії. Вони живуть на узліссях вологих гірських, хмарних і карликових лісів та на гірських схилах, порослих чагарниками, іноді також на високогірних луках парамо. В Колумбії зустрічаються на висоті від 2600 до 3600 м над рівнем моря, в Еквадорі на висоті від 3000 до 3600 м над рівнем моря, в Перу на висоті від 2600 до 3700 м над рівнем моря, в Болівії на висоті понад 3000 м над рівнем моря. Ведуть переважно осілий спосіб життя, деякі високогірні популяції взимку мігрують на більш низьку висоту.
Блакитнокрилі колібрі живляться нектаром різноманітних квітучих рослин, зокрема Tristerix longebracteatus і Puya clava-herculis, а також дрібними комахми, яких ловлять в польоті або збирають з рослинності. Захищають кормові території. Сезон розмноження у блакитнокрилих колібрі триває переважно з лютого по травень.